# Держи вора! (фильм)
«Держи вора!» (англ. Stop Thief!, 1901) — английский немой короткометражный художественный фильм Джеймса Уильямсона.

## Сюжет
По тихой улице мимо мясника, несущего на плече корзину, проходит бродяга. Бродяга выхватывает корзину и убегает. Мясник бросается за ним. В следующей сцене показана улица, по которой пробегает бродяга, за ним собаки и мясник. Далее бродяга бегает вокруг большой бочки, спасаясь от преследователей, потом прыгает в бочку, собаки за ним. Маленькие собаки остаются снаружи и лают. Прибегает мясник, вытаскивает бродягу и кости от мяса.

## Художественные особенности
Это первый пример «погони» в кино, не считая «Красной Шапочки» Мельеса (там речь шла о театральном преследовании, вокруг декораций; здесь же погоня ведется сразу в трех последовательных планах).

## В ролях
Сэм Дэлтон — Бродяга